# Гонта Тимофій Тимофійович
Тимофій Тимофійович Гонта (1903, місто Київ — 1976, місто Київ) — український радянський партійний діяч, журналіст, заступник секретаря ЦК КП(б)У із нафтової промисловості, завідувач відділу нафтової промисловості ЦК КП(б)У.

## Життєпис
Народився в родині вчителів. У 1919 році вступив до комсомолу.
Служив у Червоній армії. Учасник громадянської війни в Росії.
Друкуватися в пресі розпочав з 1921 року. Виступав у газеті «Юнацька правда» (м. Кам'янець-Подільський), у журналі «Червоний шлях».
Працював вибійником на шахтах Донбасу.
Член ВКП(б) з 1925 року.
На постійній журналістській роботі з 1925 року: горлівський, згодом грозненський власний кореспондент газети «Труд», редактор багатотиражок у Середній Азії.
Навчався в Грозненському та Московському нафтових інститутах.
Працював у геологорозвідці та на нафтопромислах Середньої Азії.
З 1941 року — у Червоній армії. Служив на політичній роботі. Учасник німецько-радянської війни.
Перебував на відповідальній партійній роботі в апараті ЦК КП(б)У.
У квітні 1946 — листопаді 1948 року — заступник секретаря ЦК КП(б)У із нафтової промисловості та завідувач відділу нафтової промисловості ЦК КП(б)У.
На грудень 1948—1952 роки — заступник завідувача відділу важкої промисловості ЦК КП(б)У.
З 1956 року — в редакції республіканської «Робітничої газети» в Києві: роз'їзний кореспондент, член редакційної колегії і завідувач відділу кореспондентської мережі, науки і техніки, завідувач позаштатного відділу нафти, газу, геології.
Член Спілки журналістів України з 1958 року.
Автор книг нарисів «Завод мировых рекордов» (1932), «Геологи» (1955), «Нефть и природный газ Украины (у співавторстві, 1957), «Чудесна сила» (1960), «Приборкання дракона» (1963).
Потім — на пенсії в місті Києві.

## Звання
- політрук

## Нагороди
- орден Трудового Червоного Прапора (23.01.1948)
- ордени
- медалі
- Заслужений працівник культури  Української РСР (1968)